# 加藤凌悠
加藤 凌悠（かとう りょうゆう、1991年4月29日 - ）は、ジャパンラグビーリーグワン日野レッドドルフィンズに所属するラグビー選手。

## プロフィール
- 愛知県名古屋市出身。
- ポジションはプロップ(PR)。
- 身長 172 cm、体重 105 kg
- ニックネームはりょ〜ゆ〜。

## 略歴
小学1年生からラグビーを始めた。
2010年、東海大仰星高校(現・東海大仰星大阪高校)卒業後、東海大学に入る。
2014年、東海大学卒業後、日野自動車レッドドルフィンズ(現・日野レッドドルフィンズ)に加入。
2015年9月27日に行われたトップイーストリーグDiv.1第3節の横河武蔵野アトラスターズ戦に先発出場で公式戦初出場を果たす。